# ایسیلیو
ایسیلیو (به ایتالیایی: Issiglio) یک کومونه در ایتالیا است که در استان تورین واقع شده‌است.

## خصوصیات
ایسیلیو ۵٫۶ کیلومترمربع مساحت و ۴۲۲ نفر جمعیت دارد و ۴۸۵ متر بالاتر از سطح دریا واقع شده‌است.